# Voltadora de Ca n'Escarrinxo
La Voltadora de Ca n'Escarrinxo era una instal·lació dedicada al ciclisme en pista a l'aire lliure de Pollença (Mallorca, Illes Balears, Espanya), activa entre 1963 i 1966.

## Història
El 1956 es va fundar el Club Ciclista Pollença amb l'objectiu de canalitzar l'afició ciclista existent a la població i aviat es va pensar en la construcció d'una voltadora per disputar carreres en pista, complementant les proves en carretera. Més endavant, el Club Pollença, societat esportiva i recreativa de la localitat, va impulsar-ne la construcció. La voltadora es va construir en el camp de futbol de Ca n'Escarrinxo i fou inaugurada el 29 de juny de 1963, coincidint amb els actes commemoratius de la fundació de l'entitat recreativa.
La ubicació de la voltadora va crear desavinences constants entre aficionats al futbol i al ciclisme, ja que no es va construir al voltant del terreny de joc sinó travessant-lo, és a dir, amb els peralts de formigó sobresortints pels laterals del camp i les rectes travessant el terreny. A mesura que el futbol guanyava protagonisme en el panorama local i el ciclisme el perdia la pista aniria perdent protagonisme, fins a acabar en desús.
Després de 1966 no torna a acollir carreres i aniria desapareixent gradualment, a mesura que el camp de futbol es reformava i ampliava. Actualment encara sobreviu, com a relíquia del passat, el peralt nord de la pista.

## Esdeveniments
La competició més destacada que va acollir fou el Torneig Intervelòdroms celebrat l'any 1964 entre equips de les quatre pistes més destacades en aquell moment a Mallorca: Velòdrom de Tirador (Palma), Velòdrom de Campos, Voltadora de Vilafranca i Ca n'Escarrinxo.
- Torneig Intervelódroms: 1964[4]

A més, va rebre la visita de Federico Martín Bahamontes i el seu equip ciclista, el Margnat-Paloma, amb motiu de les carreres disputades el 2 de febrer de 1964.